# Tetranychus gigas
Tetranychus gigas är en spindeldjursart som beskrevs av Pritchard och Baker 1955. Tetranychus gigas ingår i släktet Tetranychus och familjen Tetranychidae. Inga underarter finns listade i Catalogue of Life.